# Поветлужье
Поветлу́жье — прибрежная территория реки Ветлуга. В дореволюционный период река играла роль транспортной артерии между Волгой и Северной Двиной.
Во времена царствования Екатерины II на этой земле были образованы два уезда: Ветлужский уезд (в верхнем и среднем течении реки) и Варнавинский уезд (в среднем и нижнем). Уездные города Ветлуга и Варнавин имели свои гербы и входили в Костромскую губернию.
В советское время эта территория многократно делилась.

## В настоящее время территория Поветлужья охватывает
- Районы Вологодской области: Кичменгско-Городецкий, Никольский.
- Районы Костромской области: Октябрьский (Боговарово), Вохомский, Павинский, Пыщугский, Шарьинский, Поназыревский, Макарьевский.
- Районы Кировской области: Опаринский, Даровской, Шабалинский, Свечинский, Котельничский, Кикнурский.
- Районы Нижегородской области: Ветлужский, Шахунский, Тоншаевский, Ковернинский, Варнавинский, Уренский, Тонкинский, Краснобаковский, Семёновский, Воскресенский, Шарангский, Борский, Лысковский, Воротынский.
- Районы Республики Марий Эл: Юринский, Килемарский, Горномарийский.

## История Поветлужья
До массового заселения края русскими в позднем Средневековье, Поветлужье населяли марийцы, меря и другие финно-угорские племена.
Во втором тысячелетии до нашей эры с правобережья Волги сюда пришли субнеолитические охотники и рыболовы балахнинской культуры и фатьяновско-балановские скотоводы эпохи бронзы. В первом тысячелетии до н. э. из Прикамья прибыли племена ананьинских земледельцев с культурой раннего железного века, которые считаются предками как марийцев, так и пермских народов.
По Ветлуге обнаружены городища:
- Русенихинское, что в деревне Русениха, в 7 км от с. Воскресенское (ананьинское),
- Богородское — на территории Варнавинского района (нижний слой — ананьинское, верхний слой — древнемарийское),
- Чёртово — в 7 км вниз по течению от г. Ветлути (ананьинское),
- Одоевское — в 30 км вверх по течению от г. Ветлуги (ананьинское),
- Спасское — в 6 км вверх по течению от г. Ветлуги (древнемарийское),
- Троицкое (древнемарийское)
- Осетровское (древнемарийское),
- Паново — близ села Старое-Шангское и более молодое -
- Шангское, что при впадении р. Шанги в Ветлугу (древнемарийское),
- Шилинское (древнемарийское)[1].

С развитием на Руси земледельческого хозяйства и феодальных отношений проходила славянская колонизация земель с финно-угорским населением. Она началась ещё во времена Киевской Руси. Славяне—кривичи уже в X веке заняли земли племён меря по Волго-Окскому междуречью, где возник русский Суздальский край. В XI—XII веках суздальцы переходят в Заволжье и занимают земли мерянских племён между реками Шексной и Унжей, становятся соседями с Ветлужскими марийцами. Тогда же новгородские славяне занимают большое пространство земель, заселённых племенами чудь и пермь. Они проникают в верховья рек Ветлуги и Вятки. Ветлужские и другие Заволжские марийцы с запада и севера полукольцом были окружены русским населением.

## История изучения Поветлужья
Первым археологом, посетившим Поветлужье, был Ф. Л. Нефёдов. В 1883—1885 годы он проводил раскопки на Одоевском городище, нашёл богатый материал и назвал городище «фабрикой изделии из камня, глины и кости».
С 1924 по 1926 годы Поветлужье и Поунжье исследовалось большой экспедицией Московского университета. Археологические работы проводились группой под руководством О. Н. Бадера на всех известных тогда городищах по Ветлуге: Русенихинском (Воскресенский район), Богородском (Варнавинский район), Чёртовом и Спасском (Ветлужский район), Одоевском, Троицком и Шангском (Шарьинский район). Результаты работы археологов были обобщены О. Н. Бадером в работе «Городища Ветлуги и Унжи», опубликованной в «Материалах исследований археологии СССР» (т.22, М., 1951). В этом же томе помещены работы профессора А. Н. Формозова с анализом фауны края того времени и работа профессора М. В. Воеводского с описанием керамики городищ.
Во второй половине XX века тема истории Поветлужья активно развивалась М. А. Балдиным, который написал несколько книг и статей, посвящённых этому краю.